# Michele Jamiolkowski
Michele B. Jamiolkowski (ur. 21 lipca 1932 w Stryju jako Michał Molda, zm. 15 czerwca 2023 w Turynie) – włoski inżynier budownictwa i geotechnik polskiego pochodzenia.
Przez pierwszych pięć lat życia mieszkał we Lwowie. Podczas wojny trafił do obozu koncentracyjnego w Auschwitz, gdzie doczekał końca wojny. Jego ojciec, oficer rezerwy Brygady Podhalańskiej, został rozstrzelany przez Niemców w 1943. Po wojnie wrócił do Lwowa. Jako że nie znalazł tam nikogo z rodziny, przeniósł się do Krakowa, gdzie spotkał matkę, z którą wyjechał do Warszawy. Tam ukończył Liceum im. Stefana Batorego oraz studia na Wydziale Geologii Uniwersytetu Warszawskiego. Uprawiał wówczas koszykówkę. W sezonie 1951/52 zagrał w I lidze w barwach Polonii. Przyjął z czasem nazwisko Jamiołkowski, po swoim ojczymie. W 1959 wyjechał do Włoch, gdzie osiadł i przyjął obywatelstwo. Ukończył studia na Politechnice Turyńskiej. Od 1969 profesor geotechniki tamże.
W latach 1990–2001 był przewodniczącym międzynarodowej komisji ds. Krzywej Wieży w Pizie, w tym czasie dokonał też jej modernizacji (według planów Johna Burlanda). Od 1985 jest doradcą geotechnicznym projektu wybudowania mostu nad cieśniną Mesyńską (wł. Ponte sullo Stretto di Messina), doradcą projektu wybudowania w Brindisi terminalu dla gazowców. Od 2003 członek komisji ds. ochrony Wenecji przed podtopieniami (MOSE), od 2004 zasiada w konsorcjum ds. modernizacji dzwonnicy św. Marka w Wenecji. Zajmował się też zagadnieniem sanacji gruntów wokół Czarnobyla.
W 1991 został wybrany na członka zagranicznego PAN (Wydział IV Nauk Technicznych) oraz na członka korespondenta Turyńskiej Akademii Nauk. Od 2005 członek zagraniczny National Academy of Engineering. W 2001 otrzymał nagrodę Terzaghi Award ufundowaną przez American Society of Civil Engineers (ASCE). Członek honorowy Japońskiego Towarzystwa Geotechnicznego. W latach 1994–1997 był prezesem International Society for Soil Mechanics and Geotechnical Engineering. Jest wydawcą International Journal of Geomechanics and Geotechnical Engineering i współwydawcą Soil and Rock International Journal.
W Polsce przez ponad 20 lat był przewodniczącym Zespołu Ekspertów Międzynarodowych (International Board of Exsperts) zajmującego się problemami szeroko rozumianej stateczności osadnika Żelazny Most.
Jest również inżynierem-doradcą i byłym prezesem firmy inżynieryjnej Studio Geotecnica Italiano in Torino, której był członkiem od 1964.
W 2024 uhonorowany został tablicą na dziedzińcu muzeum katedry w Pizie, ku jego czci, za uratowanie Krzywej Wieży w Pizie.